# لیا رودز
لیا رودز (انگلیسی: Leah Rhodes؛ ۲۱ ژوئیه ۱۹۰۲–۱۷ اکتبر ۱۹۸۶) یک طراح لباس اهل ایالات متحده آمریکا بود.
او در سال ۱۹۴۹ میلادی، بابت فیلم «ماجراهای دُن خوان»، برندهٔ جایزه اسکار بهترین طراحی لباس شد.

## گزیدهٔ آثار
- ریو لوبو (۱۹۷۰)
- بیگانگان در ترن (۱۹۵۱)
- اوج التهاب (۱۹۴۹)
- ماجراهای دُن خوان (۱۹۴۹)
- کی لارگو (۱۹۴۸)
- خواب ابدی (۱۹۴۶)